# Neon Knights
«Neon Knights» — пісня англійського рок-гурту Black Sabbath з альбому Heaven and Hell 1980-го року, їхнього першого альбому з американським вокалістом Ронні Джеймсом Діо.

## Огляд
«Neon Knights» була останньою піснею, яку гурт написав для альбому «Heaven and Hell».  Вона була швидко написана і записана у студії Ferber у Парижі протягом січня 1980 року просто для того, щоб заповнити час на першій стороні альбому. Текст пісні написав Ронні Джеймс Діо. Це єдина пісня на Heaven and Hell, до написання якої, безумовно, долучився басист Ґізер Батлер, головний автор слів гурту в епоху Оззі Осборна. Батлер був відсутній протягом більшої частини процесу написання пісень через особисті проблеми, а також через власну невпевненість щодо того, чи хоче він залишитися в групі. Гурт Dio іноді також виконував пісню під час своїх концертів. Місце і дата концертної версії «Children of the Sea» не уточнюється. Пісня досягла 22 місця в британських чартах, але не потрапила в чарти США чи будь-де ще.

## Треклист
7" сингл
1. «Neon Knights» — 3:49
2. «Children of the Sea» (наживо) — 6:30

## Учасники запису
- Тоні Айоммі — гітара
- Білл Ворд — ударні
- Ґізер Батлер — бас-гітара
- Ронні Джеймс Діо — вокал
- Джефф Ніколлс — клавішні

## Чарти
| Chart (1980)     | Position |
| ---------------- | -------- |
| UK Singles Chart | 22       |

## Кавер-версії
- Anthrax — триб'ют-альбом 2014 року Ronnie James Dio — This Is Your Life
- Queensrÿche — кавер-альбом 2007 року Take Cover
- Iron Savior — альбом 1999 року Unification
- Steel Prophet — альбом 2000 года Genesis.
- Turbo — альбом 2001 року Awatar.
- Westworld — альбом 2002 року Cyberdreams.
- Warrior — триб'ют-альбом 2010 року Neon Knights — A Tribute to Black Sabbath[4].
- Sapattivuosi — альбом 2009 року Ihmisen merkki.